# Colonia Florida (Ciudad de México)
La colonia Florida es un fraccionamiento residencial ubicado en la alcaldía Álvaro Obregón, al sur de la Ciudad de México. Sus límites son al norte la calle Barranca del Muerto y Avenida Río Míxcoac; al este, Manzano, Iztaccíhuatl, Moras, Minerva y Avenida Universidad; al sur, Vito Alessio Robles; y al oeste, Avenida de los Insurgentes.
Fue fraccionada en la década de 1950 en paralelo a la colonia Guadalupe Inn en los antiguos terrenos de la Hacienda de Guadalupe, al oeste del pueblo originario de Axotla (perteneciente a la zona histórica de Coyoacán) y hasta sus límites con Chimalistac. Por esta razón conserva características propias de pueblos coloniales como lo estrecho de las banquetas y las calles y edificaciones de estilo colonial. El desarrollo urbano está reglamentado por una declaración de Zona Especial de Desarrollo Controlado.
Sobre la Avenida de los Insurgentes existe un corredor comercial y corporativo. En esta avenida se hallan asimismo las estaciones  José María Velasco, Francia, Olivo y Altavista del Metrobús.

## Nomenclatura
Las calles de la colonia Florida llevan el nombre de frutos y flores como son: Camellia, Manzano, Margarita, Moras, Naranjo, Olivo, Pino y Hortensia; de montañas mexicanas como Ajusco, Popo, Iztaccíhuatl o Tecoyotitla; y finalmente la avenida Minerva y la calle Patricio Sanz como continuación de la colonias Crédito Constructor y Acacias respectivamente (ambas en la alcaldía Benito Juárez). La calle de Francia derivada de la creación del Club France en 1928 por Charles Tardan en 32,000 m² al centro de la colonia.